# Сергиевское сельское поселение (Белгородская область)
Се́ргиевское се́льское поселе́ние — муниципальное образование в Краснояружском районе Белгородской области.
Административный центр — село Сергиевка.

## История
Сергиевское сельское поселение образовано 20 декабря 2004 года в соответствии с Законом Белгородской области № 159.

## Население
| 2010  | 2011  | 2012  | 2013  | 2014  | 2015  | 2016  | 2017  | 2018  |
| ----- | ----- | ----- | ----- | ----- | ----- | ----- | ----- | ----- |
| 1102  | ↘1097 | ↘1068 | ↘1055 | ↘1043 | ↘1020 | ↗1033 | →1033 | ↘1027 |
| 2019  | 2020  | 2021  |       |       |       |       |       |       |
| ↘1005 | ↘997  | ↘972  |       |       |       |       |       |       |

## Состав сельского поселения
| № | Населённый пункт | Тип населённого пункта       | Население |
| - | ---------------- | ---------------------------- | --------- |
| 1 | Быценков         | посёлок                      | ↗267      |
| 2 | Корытное         | посёлок                      | ↘0        |
| 3 | Крисаново        | хутор                        | ↘60       |
| 4 | Отрадовка        | село                         | ↘158      |
| 5 | Отрадовский      | посёлок                      | ↘187      |
| 6 | Первомайский     | хутор                        | ↘26       |
| 7 | Савченко         | хутор                        | ↘73       |
| 8 | Сергиевка        | село, административный центр | ↗331      |